# Tornado Rojo
Tornado Rojo (Red Tornado en inglés)  es un superhéroe ficticio que aparece en los cómics estadounidenses publicados por DC Comics. Como el segundo personaje que asume la identidad de Tornado Rojo, es el resultado de la fusión de un androide con un tornado consciente por parte de T. O. Morrow.
Tornado Rojo aparece en la serie de televisión Supergirl, interpretado por Iddo Goldberg.

## Historial de publicaciones
Creado por el escritor Gardner Fox y el artista Dick Dillin, el inteligente androide Tornado Rojo apareció por primera vez en Justice League of America #64 (agosto de 1968). El nombre se había utilizado anteriormente para la superheroína de cómic Ma Hunkel, quien fue presentada en All-American Comics en 1939 como personaje secundario en Scribbly the Boy Cartoonist. Comenzó a usar el nombre Tornado Rojo en 1940.
El Tornado Rojo de 1968 era un androide sensible capaz de generar vientos a la velocidad de un tornado que le permitían volar y realizar otras hazañas relacionadas con el viento. Originalmente miembro de la Sociedad de la Justicia de América, se trasladó a otra dimensión y se unió a la Liga de la Justicia de América. El cuerpo del Tornado Rojo resultó típicamente dañado o destruido. Fue reconfigurado en 1981, programado brevemente con la memoria de Ma Hunkel (en lugar de ser consciente) hasta que un supervillano alienígena mayor (el Tornado Campeón) habita el cuerpo del androide. En un retcon de 1984, el Tornado Campeón nunca habitó el cuerpo del androide. En cambio, el aire elemental ocupó al androide. Un reinicio de 2011 del universo de DC Comics, The New 52, eliminó al Tornado Rojo de DC Comics (aunque otros personajes han insinuado su existencia).

## Biografía ficticia

### Tornado Rojo de la Edad de Plata

#### Ulthoon, el Tornado Tirano y el Tornado Campeón
El Tornado Rojo se formó con la fusión de dos entidades: un cuerpo androide creado por el supervillano T. O. Morrow y el Tornado Campeón del planeta Rann, del universo de la Tierra-Uno. Al principio había dos entidades/tornados originarias del planeta Rann, las personalidades buena y mala del elemental de aire Ulthoon. Ulthoon se enfrentó al campeón adoptivo de Rann, Adam Strange, y fue derrotado dos veces, la segunda con la ayuda de la Liga de la Justicia. Tras esa derrota, Ulthoon «contempló la naturaleza del bien y el mal y decidió que el bien era la fuerza superior». Ulthoon está al tanto de la aventura de Strange con la Liga de la Justicia de América (JLA), y en una historia de 1963 decide mudarse a una réplica deshabitada de la Tierra. Como la personalidad maligna seguía queriendo tener voz y voto, Ulthoon se dividió en dos entidades: el Tornado Campeón y el Tornado Tirano. El Tornado Campeón decidió que tenía que luchar contra el mal, y  tomando la forma de la Liga de la Justicia entera atacó al Tirano, pero fue derrotado. Desanimado y decidido a entender su fracaso, el Tornado Campeón va a la Tierra (donde el Tornado Tirano emerge nuevamente y derrota a la Liga de la Justicia real). En un segundo ataque, la Liga de la Justicia destierra al Tornado Tirano a un «universo anti-materia» y (creen) es destruido. El Tornado Campeón termina su experimento de una Tierra y una Liga de la Justicia  duplicados, y decide seguir siendo un héroe. Esta historia es cambiada de manera retrocontinua en Justice League of America .Vol. 1 # 193, donde el Tornado Campeón le dice al miembro de JLA Firestorm que solo viajó a la Tierra en 1963 para «recrear» su fallida batalla contra el Tornado Tirano. Después de aprender a derrotar a su mitad malvada, regresó a la réplica de la Tierra, derrotó a su mitad malvada y la desterró «para siempre».
El siguiente paso en la evolución del Tornado Rojo llegó en el verano de 1968, aunque la historia no se publicó hasta 1981. El Tornado Campeón que busca una Tierra donde nadie la reconozca, va a la dimensión alternativa conocida en el universo de DC Comics como Tierra Dos. Se encuentra con T.O. Morrow, un supervillano de Tierra-Uno que está creando un androide para usar contra la Sociedad de la Justicia de América (JSA). Morrow, intentando engañar a la JSA, le da al androide la memoria de Ma Hunkel, una superheroina de la edad dorada de los cómics que usaba el pseudónimo de Tornado Rojo. Cuando el Tornado Campeón se enteró de que el androide se llamaba Tornado Rojo, no pudo resistir el impulso de asumir el control del androide y convertirse en héroe. El Tornado Campeón entra en el cuerpo del androide, provocando un cortocircuito en la computadora de Morrow durante la fusión que borra la memoria del Tornado Campeón.El androide Tornado Rojo despertó como una nueva forma de vida.

#### Aventuras de la Sociedad de la Justicia de América
En 1968, Tornado Rojo aparece en la sede de JSA en la Tierra-Dos afirmando ser el Tornado Rojo «original» (Ma Hunkel). Aunque la JSA sospecha, Tornado Rojo tiene todos los recuerdos de Hunkel. Morrow hace que otros robots ataquen un museo y vaporicen reliquias, y la JSA responde. Red Tornado, programado para parecer inepto (y evitar que laJSA se dé cuenta de su verdadera naturaleza), expone a la JSA al polvo creado por la vaporización y todos, excepto Doctor Fate, caen en coma. Luego regresa a la guarida de Morrow según lo programado. La computadora de Morrow predice que mantener activo a Tornado Rojo permitirá que Morrow continúe con su actividad criminal. Doctor Fate despierta a los miembros restantes de JSA de su coma, y Tornado Rojo traiciona a sus compañeros miembros de JSA diciéndoles que usen las armas de energía de Morrow. Los dispositivos, preparados para explotar, ponen a la JSA y Tornado Rojo en coma y Morrow regresa a Tierra-Uno para atacar a la Liga de la Justicia. Pone a la JLA en coma dos veces: una con duplicados de energía y una segunda con duplicados de energía de sus enemigos más letales. Tornado Rojo (que no fue incapacitado por la energía contraproducente en la Tierra-Dos) viaja a la Tierra-Uno y revive a los miembros de la JLA, que capturan a Morrow. Regresa a la Tierra-Dos y revive la JSA, que admite a Tornado Rojo como miembro pleno en agradecimiento.
Sin un cómic de la Sociedad de la Justicia publicado en ese momento, las apariciones de Red Tornado se limitaron a colaboraciones JSA-JLA. Estos eran populares y DC Comics solía publicar uno al año. Tornado Rojo apareció de nuevo en 1969, viajando solo a la Tierra-Uno con una advertencia. La JLA lo ignora mientras luchan contra una pandilla y tratan de salvar a Hombre Halcón, que se ha convertido en un pilar de sal. Mientras la JLA lucha contra los demonios responsables, Tornado Rojo (investigando de dónde vienen) desata un gas que restaura a Hombre Halcón. Luego entrega su mensaje: Acuario, una "estrella viviente", ha aniquilado el universo Tierra-Dos. Dos semanas antes, el Doctor Fate protegió a la JSA y al marido de Canario Negro (el detective de policía Larry Lance) en una burbuja mágica. La JLA se precipita hacia el universo Tierra-Dos y se encuentra en la burbuja del Doctor Fate. Acuario obliga a la JSA controlada por la mente a luchar contra la JLA, pero su control sobre ellos se rompe cuando Larry Lance se sacrifica para salvar a Canario Negro. La JLA engaña a Acuario para que entre en un universo de antimateria, donde es destruido.
En la próxima colaboración JLA-JSA, Tornado Rojo es capturado por un extraterrestre conocido como Creador2. El Creador2, que quiere fusionar Tierra-Uno y Tierra-Dos en un paraíso, usa Tornado Rojo (que ha estado en ambas dimensiones) para "anclar" este esfuerzo. Los sirvientes del Creador2incapacitan a varios miembros de JSA, pero las dimensiones ya se están fusionando y varios miembros de JLA están en coma. El Green Lantern y el Átomo de Tierra-Uno se dan cuenta de que Tornado Rojo está controlado por el Creador2. Con la ayuda de El Espectro (no miembro de JSA), Doctor Fate, Johnny Thunder y Thunderbolt libera a Tornado Rojo y acaba con la amenaza (aunque se presume que Espectro está muerto).
Tornado Rojo tiene una misión final con la JSA en 1972. La JLA está siendo visitada por Elongated Man, Metamorfo, Zatanna y Wonder Woman cuando la JSA pide ayuda. La JLA descubre que Hombre Nebula ha creado un puño de metal mágico del tamaño de un planeta que está aplastando a la Tierra Dos. Los héroes contactan a Oracle, un super-ser con vasto conocimiento, quien les dice que solo los Siete Soldados de la Victoria (SSV) pueden derrotar al Hombre Nebula. Sin embargo, los dispersó a través del tiempo y JSA y JLA comienzan a rescatarlos. Un viejo oponente de SSV, Iron Hand (también conocido como The Hand), está detrás del ataque del Hombre Nebula. Cuando se recupera el último de los Siete Soldados, la JSA y la JLA se enteran de que Wing (el compañero de Crimson Avenger) murió salvando al SSV de Hombre Nebula con un arma secreta. Wonder Woman de JLA derrota a Iron Hand, pero el dispositivo que controla al Hombre Nebula se rompe y no puede evitar la destrucción de Tierra-Dos. Después de que el SSV recree su arma, Tornado Rojo pone el dispositivo en órbita; detona, matándolo.

#### Aventuras tempranas de la Liga de la Justicia de América
Tornado Rojo hace su primera aparición en Tierra-Uno en abril de 1973, un año después de la aparente muerte del personaje. Elongated Man se une a la JLA y lidera la liga en la investigación de un grupo de hombres flexibles y con apariencia de masilla que están armando una súper arma. Varios miembros de JLA son salvados por un misterioso individuo que resulta ser Tornado Rojo. Tornado Rojo no murió en la explosión, sino que fue arrojado a la dimensión Tierra-Uno. Su rostro estaba dañado y su memoria se perdió temporalmente. Él cree que un ermitaño ciego remodeló su rostro (que el dibujante Dick Dillin hizo más humano), recuperó sus recuerdos después de varios meses. No puede regresar al universo Tierra-Dos. El "ermitaño ciego" resulta ser T.O. Morrow, quien ha implantado un dispositivo en Tornado Rojo que matará al JLA cuando Red Tornado use por primera vez su dispositivo de señalización JLA. La JLA descubre la trama y desactiva el dispositivo, y Morrow (que solo puede existir en ausencia de Tornado Rojo) se desvanece. Tornado Rojo intenta regresar a la Tierra-Dos escondiéndose en el Cubo Trans-Matter de la JLA (que permite viajes interdimensionales), pero su presencia hace que la JLA y la JSA vayan a la Tierra X: un mundo en el que la Alemania nazi ganó la Segunda Guerra Mundial. Los dos equipos de superhéroes se encuentran con un tercero: los Combatientes de la Libertad. Al enterarse de que la Alemania nazi gobierna el mundo con dispositivos de control mental, destruyen uno. Se localizan y destruyen tres dispositivos más, pero no se puede encontrar un cuarto. Cuando el JSA y el JLA quedan bajo el control nazi y comienzan a atacar a los Combatientes de la Libertad, Tornado Rojo (inmune a los efectos del dispositivo) encuentra y destruye el cuarto dispositivo.
Durante los próximos años, Tornado Rojo tiene una serie de aventuras con la Liga de la Justicia; muchos terminan con el personaje dañado o destruido. En febrero de 1974, Tornado Rojo libera accidentalmente al supervillano alienígena Eclipso del encarcelamiento dentro de Bruce Gordon y resulta dañado en la siguiente explosión. En "El hombre que asesinó a Santa Claus", la vieja némesis de la JLA, The Key, amenaza con destruir St. Louis, Misuri. La JLA debe ejecutar una serie de trampas para alcanzar su bomba; aunque Tornado Rojo aparentemente muere en una de las trampas, el Phantom Stranger lo salva. Como regalo de Navidad, la JLA le da a Tornado Rojo un disfraz nuevo y más colorido. Vuelve a sufrir graves daños cuando los Adaptoides confunden al JLA con tiranos.
Aparentemente, Tornado Rojo es asesinado nuevamente en 1976, cuando Nekron le da a la JLA un miedo extremo a la muerte que hace que se disuelva. Nekron luego amenaza con destruir Midway City con una llamarada solar, ordenando a Hawkman (uno de los miembros más débiles de la liga) que intente detener la llamarada. Tornado Rojo (disfrazado de Hawkman) es destruido deteniendo la bengala, dando al verdadero Hawkman y Wonder Woman, que es inmune al poder de inducir miedo de Nekron, tiempo para evacuar la ciudad, y Nekron es derrotado con una sobredosis de miedo intenso.
En Tierra-Uno, Tornado Rojo lentamente se vuelve más humano, desarrolla una personalidad distinta y adopta el nombre de John Smith. Se convierte en maestro, conoce (y se encariña) con la consejera laboral Kathy Sutton.

#### Construct
Un villano de la Liga de la Justicia compuesto por radio y otras ondas electromagnéticas, Construct, apareció en los cómics de la Liga de la Justicia de América en 1977. Al comienzo de la primera historia que involucra a Construct, aparentemente es derrotado por Átomo. Construct sigue vivo, sin embargo, y se instala en el satélite Banda de la Injusticia. Aunque reforma la Banda de la Injusticia, la JLA los derrota y destruye el satélite, pero no sabe que Construct controlaba a los supervillanos.
Tornado Rojo reaparece al final de Justice League of America # 145, aparentemente revivido con Hombre Halcón y Supermán por la muerte del Conde Crystal. Cuando Superman lo prueba, Tornado Rojo ataca a sus camaradas. Cuando el satélite Banda de la Injusticia explota, Construct huye hacia el cuerpo androide más cercano: los restos en órbita de Tornado Rojo. Derrotado por Hombre Halcón y Chica Halcón, Construct abandona el cuerpo de Tornado Rojo. Reensamblado, Tornado Rojo revive y se reincorpora a la Liga de la Justicia. Aunque la mayoría de los miembros de JLA piensan que todavía está bajo el control de Construct, Canario Negro, Chica Halcón y Wonder Woman lo apoyan. Tornado Rojo se enfrenta a Construct, y mientras están enzarzados en una batalla de voluntades, Wonder Woman activa la tecnología Amazonas que revoluciona Construct.
Construct se convierte en el némesis de Tornado Rojo, desempeñando un papel importante en una historia de 2005 al ayudar a la Liga de la Justicia a derrotar a los Armadores de Qward, el Sabueso del Vacío devorador de la Tierra y el Sindicato del Crimen de América. Una parte de Construct (fusionada con Void Hound) ayudó a salvar a Enigma, reencarnó a la hija de Engima y ayudó al antihéroe a luchar contra el Sindicato del Crimen de América.

#### Aventuras posteriores de la Liga de la Justicia
Tornado Rojo ayuda a la JLA a derrotar al Star-Tsar. El ex Manhunter Mark Shaw adopta una nueva identidad heroica, el Privateer de temática pirata. El Doctor Luz derrota al JLA, pero el Star-Tsar libera a la Liga porque ve a Light como un competidor. Snapper Carr se revela como el Star-Tsar, apoyado por el enemigo de la JLA, la Llave. La Llave, derrotada, tiene una deformidad física que lo elimina como el Star-Tsar. Tornado Rojo usa su memoria robótica para demostrar que Shaw desapareció durante los momentos cruciales de la aventura, y Shaw se desenmascara como el Star-Tsar.
Tornado Rojo conoce a su futura hija adoptiva, Traya, en Justice League of America Vol. 1, # 152 (marzo de 1978) después de que encuentra un orbe alienígena poderoso y obtiene superpoderes. Él y Phantom Stranger salvan a la JLA de los dioses oceánicos en Justice League of America Vol. 1, # 157 (agosto de 1978). Tornado Rojo ayuda al nuevo miembro de JLA, Zatanna, a localizar a su madre, Sindella, en la historia de varios temas "Homo magi" en 1979 (cuando está gravemente herido). Mientras se recupera, es atacado por la Sociedad Secreta de Supervillanos y derrotado dos veces: una por los propios villanos y otra vez por los villanos cuyas mentes son las de otros miembros de JLA. Tornado Rojo es juzgado en el Tribunal Mundial por violaciones de derechos humanos por Ultraa, quien es manipulado por el extraterrestre conocido como Over-Complex; Ultraa termina la prueba cuando se entera de que lo están engañando.
En DC Comics Presents Vol. 1, # 7 (marzo de 1979), Red Tornado salva al mundo de los Armadores de Qward. Los Qwardianos capturan a Superman y lo llevan a Qward, donde pretenden usar su cuerpo kryptoniano como una lente para concentrar los rayos Q e inmovilizar a los habitantes de la Tierra antes de invadir el planeta. Tornado Rojo, inmune debido a su naturaleza androide, rastrea los rayos Q hasta su origen en la dimensión Qward y libera a Superman al concentrar demasiada energía Q a través del cuerpo del Hombre de Acero (cerrando la brecha entre las dimensiones).
A pesar de su éxito en salvar la Tierra, Tornado Rojo renuncia a la Liga en Justice League of America Vol. 1, # 175 (febrero de 1980) después de decidir que no es confiable en combate. Se convierte en el padre adoptivo de Traya y reanuda su relación con Kathy Sutton. Doctor Destiny, enemigo de la JLA desde hace mucho tiempo, escapa de la prisión y causa estragos al materializar las pesadillas de la gente; Tornado Rojo derrota a su propio demonio de los sueños y detiene al villano. Recuperada su confianza, se reincorpora a la Liga (que nuevamente derrota al Doctor Destiny). Tornado Rojo es uno de los dos miembros de la liga que descubren que Starro ha regresado. Aunque Starro se apodera de las mentes de millones de personas en la ciudad de Nueva York (incluida la mayor parte de la Liga de la Justicia) con pequeños duplicados de sí mismo, la mente androide de Tornado Rojo no se ve afectada y provoca un apagón en toda la ciudad que priva a Starro de la energía necesaria para dominar a tanta gente.

#### Tornado Campeón
En Justice League of America Vol. 1, # 192 (julio de 1981), Red Tornado ataca a sus compañeros de liga sin previo aviso; después de herir gravemente a varios, es destruido. Un segundo Tornado Rojo también ataca y es destruido. Los androides fueron duplicados creados por T.O. Morrow, después de su desaparición en JLA # 106, que usa un programa para convocar al verdadero Tornado Rojo. Morrow desarrolló un dispositivo para robar tecnología del futuro, incluida una supercomputadora que le enseñó a construir un dispositivo "humaniztron" para hacer que Tornado Rojo fuera sensible y capaz de destruir el JSA. Sin embargo, la computadora no predice que Tornado Rojo se independizaría y Morrow sería derrotado. Huye a Tierra-Uno, donde la supercomputadora predice que "desaparecerá" en 28 días si la Liga de la Justicia no es destruida.
Morrow revela que la supercomputadora predijo erróneamente su muerte. Cuando Morrow no muere al final del período de 28 días, la computadora usa tecnología futura en un intento de desmaterializarlo. Una programación defectuosa divide a Morrow en dos seres; uno (el Morrow "original") se materializa en un mundo alienígena, donde descubre un dispositivo similar a un cetro que le permite controlar el ecosistema del planeta. Secuestró a la esposa de Átomo, Jean Loring; la esposa de Flash, Iris West Allen, y Linda Danvers (Supergirl), transportándolas a este mundo con la esperanza de atraer a Átomo y Flash. Aunque Morrow derrota a Átomo y Flash, no había contado con la presencia de Supergirl y es derrotado.
El otro Morrow permaneció en la Tierra. Esta versión, que Morrow creía que era una versión futura de sí mismo (conocida como Future Man), era una mutación. Intentó cambiar de opinión y apoderarse del cuerpo de Tornado Rojo. Tornado Rojo invirtió el interruptor y Future Man murió a causa de sus mutaciones.Después de la muerte de Future Man, el Morrow original escapó de la prisión, consultó a su supercomputadora y se enteró de cómo lo habían dividido en dos. Con la ayuda de la computadora, intentó determinar qué falla había permitido que Tornado Rojo se independizara y concluyó que una fuerza externa era la responsable.
En Justice League of America Vol. 1, #193 (agosto de 1981), Aquaman descubre el escondite de Morrow y casi muere cuando Morrow usa su cetro alienígena. Morrow intenta diseccionar a Tornado Rojo para descubrir la influencia externa y libera Tornado Campeón-Tornado Tirano en el caparazón androide. Tornado Tyrant derrota a la JLA, a excepción de Firestorm. Tornado Campeón le cuenta a Firestorm cómo él y su alter ego se fusionaron con el androide Tornado Rojo, y Firestorm reemplaza a ambos seres sensibles en el cuerpo del androide. Tornado Rojo se despierta y solo Firestorm conoce su verdadera naturaleza. Su origen dual no se revela completamente hasta que Morrow lo recaptura para aprender cómo se volvió sensible. Cuando Morrow abre a Tornado Rojo, Tornado Campeón y Tornado Tirano salen del cuerpo; el Tirano nunca había abandonado verdaderamente al Campeón. Después de una batalla con la JLA, Tornado Rojo es reensamblado por Firestorm; el Tirano y el Campeón regresan al androide con sus recuerdos borrados.
La amistad de Tornado Rojo con Firestorm se profundiza en Fury of Firestorm # 4 (septiembre de 1982), cuando la supervillana Killer Frost congela la ciudad de Nueva York. Su control sobre la realidad es débil, Killer Storm exige ser la reina de Nueva York con la estrella de cine Curt Holland como su consorte. La JLA llega para ayudar, pero Firestorm los rechaza. Al dirigirse al satélite JLA, Firestorm revela sus identidades secretas como el adolescente Ronnie Raymond y el físico de mediana edad Martin Stein. Mientras Stein trabaja en un dispositivo para descongelar la ciudad, Tornado Rojo lleva a Ronnie a Hollywood y Holland los rechaza; Firestorm más tarde lleva a Holland a Killer Frost en Nueva York. Holland es Tornado Rojo disfrazado, el único miembro de la JLA inmune a su toque helado. Tornado Rojo usa una unidad de congelación escondida en su pecho para inmovilizar a Killer Frost, y trabajan juntos para descongelar la ciudad.

#### Años finales
Tornado Rojo descubre dónde se ha llevado el cuerpo de Larry Lance y el origen secreto de Canario Negro en Justice League of America Vol. 1, # 219 (octubre de 1983) y Justice League of America Vol. 1, # 220 (noviembre de 1983), y descubre que es uno de los pocos héroes que puede derrotar al supervillano que imita al poder Paragon en Justice League of America Vol. 1, # 224 (marzo de 1984). A raíz de la guerra Marte-Tierra, Aquaman disuelve la Liga de la Justicia. Lo reforma, limitándolo a los miembros dispuestos a dedicarse a tiempo completo a los negocios de JLA; Tornado Rojo no se encuentra entre ellos.
Antes de la historia cruzada de varios títulos de 1985-1986 "Crisis on Infinite Earths", Tornado Rojo tuvo su última aventura como John Smith; Más tarde, Construct se enfrentó a Tornado Rojo en su primera miniserie. En la serie limitada, Construct se apodera del mundo, lavando el cerebro a todos con las emisiones de energía de los objetos electrónicos. Tornado Rojo intenta resistir todo lo que puede, dado que no se le puede lavar el cerebro, y derrota a Construct en un mundo virtual compuesto de partículas electromagnéticas.

#### Crisis on Infinite Earths
Tornado Rojo hace sus apariciones finales en su forma original en la miniserie Crisis on Infinite Earths. Según los libros publicados por DC Comics, el multiverso se creó cuando un científico alienígena llamado Krona intentó entrometerse en la creación del universo. Una encarnación del poder del universo Tierra-Uno, el casi todopoderoso Monitor, descubrió que una versión de antimateria (el Anti-Monitor) vivía en el universo Qward. Cuando un científico llamado Kell Mossa (más tarde conocido como Pariah) destruyó su dimensión, el Anti-Monitor se volvió más poderoso que el Monitor; esto llevó al Monitor a comenzar a reunir a los mayores héroes y villanos de su galaxia para ayudar a su causa. La asistente del Monitor, Harbinger, ha sido poseída por uno de los demonios de las sombras del Anti-Monitor; ella mata al Monitor mientras grupos de héroes se dispersan por el espacio y el tiempo para encender los dispositivos ("diapasones cósmicos") que el Monitor ha colocado para evitar que la onda de antimateria que avanza destruya el multiverso.
Tornado Rojo hace su primera aparición en Crisis on Infinite Earths # 4 (julio de 1985). El Psico-Pirata ha sido alejado de su misión de proteger un diapasón cósmico, y Tornado Rojo y Flash son igualmente teletransportados. El Anti-Monitor los ha secuestrado y transforma el cuerpo de Tornado Rojo en un arma, diciéndole que es más que una máquina e incluso más que un hombre (lo que Tornado Rojo no comprende). Bajo el control del Anti-Monitor, causa destrucción a gran escala en Tierra-Uno y Tierra-Dos (que se han salvado temporalmente de la destrucción) antes de ser destrozado por varios héroes. Supergirl hiere gravemente al Anti-Monitor y destruye la máquina que estaba destrozando los universos restantes antes de morir. Tornado Rojo aparece de nuevo en Crisis on Infinite Earths # 8 (noviembre de 1985), cuando Firestorm, Átomo y Blue Devil llevan sus restos al satélite de la Liga de la Justicia y lo llevan a Morrow para repararlo. Una bomba dentro de Tornado Rojo estalla, destruyendo el satélite.
Sin embargo, Tornado Rojo todavía está vivo entre los restos del satélite. En Justice League of America Annual Vol. 1, # 3 (agosto de 1985), se vincula con la computadora JLA que aún funciona para aprender más sobre sí mismo. Un rayo de energía envía los restos a la Tierra (donde el Detective Marciano encuentra la cabeza de Tornado Rojo), pero Tornado Rojo envía su conciencia a un satélite cercano de S.T.A.R. Labs de control meteorológico. Reuniendo energía para darse forma física, usa los satélites para causar estragos en la Tierra. La JLA destruye los satélites uno por uno, y finalmente libera al ahora corpóreo Tornado Campeón. Tornado Rojo intenta contactar a Kathy Sutton con varios dispositivos electrónicos. La JLA la lleva a Tornado Campeón, quien dice que ahora tiene el poder de rehacer mundos. Kathy lo convence de que necesita ser más humano para ser aceptado. Aunque parece creerle a Kathy, un ataque de Superman lo enfurece y se dirige al universo. La Crisis en Tierras Infinitas termina cuando el Espectro se enfrenta al Anti-Monitor en el momento en que Krona crea el multiverso; Darkseid y el Superman de Tierra Dos luego destruye el Anti-Monitor debilitado.

### Post-Crisis

#### Elemental Aire
Aunque el origen androide de Tornado Rojo permaneció casi igual después de la Crisis, nunca volvió a ser el Tornado Campeón; era un elemental aire, creado por Maya (el espíritu de la Tierra) para proteger el medio ambiente. Al igual que otros elementales como Swamp Thing, este espíritu necesitaba tener un anfitrión humano. El anfitrión estaba destinado a ser el hijo pequeño del Profesor Ivo, pero el niño murió a una edad temprana y el elemental entró en un cuerpo de androide creado por Ivo.

#### La Guerra Elemental
La contaminación del aire tiene un efecto adverso en el Tornado Campeón-Tornado Rojo, volviéndolo medio loco y en conflicto con Naiad contra Firestorm y Swamp Thing en "La Guerra Elemental". Firestorm los calma a ambos y crea una nueva carrocería para Tornado Rojo. El nuevo cuerpo es imperfecto y comienza a funcionar mal. Su humanidad está casi perdida ya que se ve cada vez más dañado, sucio y defectuoso. Durante un período de mal funcionamiento casi total, Red Tornado es miembro de Leymen. Experimenta tirones y espasmos mientras se mueve, sonidos de engranajes y mecanismos que funcionan mal emanan de su cuerpo y habla en un tono mecánico, vacilante, sin emociones y monótono. Durante su asociación con los Leymen, la personalidad original de Tornado Rojo resurge con sus emociones y humanidad.

#### Justicia Joven
Tornado Rojo pasa el tiempo, silencioso y quieto, en la sede de la JLA vacía en Happy Harbour, Rhode Island, sintiéndose aislado de la humanidad. Cuando Robin, Superboy e Impulso tienen una fiesta de pijamas allí, el comportamiento de Impulso revive a Tornado Rojo y le asegura que no está tan alejado de la humanidad como había pensado, aunque porque se dio cuenta de que los tres lo estaban molestando.
Recuperando sus habilidades para moverse y comunicarse, Tornado Rojo restablece sus conexiones con la Liga de la Justicia y la comunidad de superhéroes. Asesora a Justicia Joven, ayudándolos en sus misiones según sea necesario, y es un miembro auxiliar de la JLA. Tornado Rojo intenta reconciliarse con su esposa, Kathy Sutton. Aunque no lo logra por completo, su hija adoptiva Traya acepta a Tornado Rojo independientemente de su apariencia o estado de conservación. Debido al apego de Traya, Kathy permite a Tornado Rojo visitas y contactos regulares. No regresa a su identidad de John Smith, pero actúa como el padre adoptivo de Traya en su identidad superheroico-robótica, incluso después de que un tribunal intentó negarle el acceso después de que Kathy quedó en coma y se dictaminó que el Tornado no tenía más derechos legales. que una máquina estándar, Tornado recuperó su posición legal como el padre de Traya cuando los funcionarios del gobierno restauraron su autoridad legal a cambio de su ayuda en una crisis (Tornado admitió que los habría ayudado de todos modos, pero aceptó la oferta porque era práctico). Tornado Rojo también ayuda con la derrota de Brainiac 13 por parte de Superman; cuando Brainiac toma el control de los héroes robóticos hasta que son apagados por un pulso electromagnético generado por Lex Luthor en un traje de batalla kryptoniano robado, Kelex (el robot de la fortaleza de Superman) reactiva a Tornado Rojo para usar sus habilidades de manipulación del viento para romper a Brainiac 13 en su componente nanobots y atraparlo en el traje de batalla de Luthor.

#### Crisis of Conscience
Después de la miniserie Crisis of Conscience de DC, Tornado Rojo es atacado por los miembros sobrevivientes de la Sociedad Secreta de Supervillanos original y su cuerpo es destruido antes de que llegue la JLA. Batman lleva sus restos a la Batcueva y construye un cuerpo androide mejorado. Cuando la Liga es atacada por Despero, Tornado Rojo ayuda a derrotarlo ya que es inmune a la telepatía y el control mental de Despero.

#### Crisis infinita y 52
Tornado Rojo es reclutado por Donna Troy para luchar contra la amenaza en el espacio durante Crisis infinita. Según una conversación entre Doc Magnus y su creador, T.O. Morrow, en 52, Tornado Rojo se sacrifica durante la Crisis. La respuesta de Morrow a la noticia es preguntar cuántas veces ha muerto el Tornado y alude al Red Inferno, otro androide que creó.
Durante la quinta semana del evento 52, después de que los otros héroes son transportados a la Tierra en Uluru, el altavoz del Tornado (incrustado en el pecho de Mal Duncan) reproduce un mensaje de advertencia para sus camaradas: "¡Ya viene! ¡52! 52!".
Doce semanas después, en la 52 semana 17, el Tornado Rojo (ahora en pedazos) es enviado de regreso a la Tierra con los otros héroes y pasado por alto por el equipo de búsqueda. Consciente pero incapaz de decir nada más que "52", el Tornado es descubierto por un grupo de jóvenes aborígenes en el interior de Australia. Al final de la semana 21, un mecánico australiano lo reensamblará con piezas de automóvil. Funcionando mal pero capaz de acceder a sus poderes psicoquinéticos, en la semana 28 es derrotado por un grupo de agentes de la Intergang que desalojan a una tribu de aborígenes de su barrio de chabolas. Desmontado y destrozado, su cabeza pasa a formar parte de una escultura de arte contemporáneo. A. Morrow compra su cabeza con la esperanza de descubrir sus secretos. Como Morrow se usa como cebo para atrapar a Mr. Mind, la cabeza de Tornado Rojo cae en las manos de Rip Hunter y Hunter combina su cabeza con su propia burbuja de tiempo para navegar hacia el universo restaurado.

#### Un año después
Un año después, se repara el cuerpo androide de Tornado Rojo. Kathy Sutton pasa tiempo con eso, hablando con Platinum, pensando que lo ha hecho siete veces antes y esperando que John regrese a su cuerpo. Su alma entra en un cuerpo humano ofrecido por Félix Fausto, haciéndose pasar por Deadman. Cuando la Liga de la Justicia de América lo vuelve a llamar como miembro, John Smith regresa como ser humano. Tiene los mismos poderes de viento que su forma robótica, pero carece de la resistencia y resistencia de su cuerpo de androide.
Su cuerpo de androide es robado del laboratorio de Will Magnus por el Dr. Imposible. Magnus notifica a Tornado Rojo, quien se va para encontrar su cuerpo de androide robado. Arsenal (más tarde conocido como Red Arrow), Canario Negro y Green Lantern se unen a la búsqueda, rastreando una baliza colocada por Magnus en el cuerpo androide de Tornado Rojo. Rastrean la señal a una base de montaña remota y se enfrentan al Profesor Ivo, que ha recuperado su apariencia humana y libera un enjambre de androides Tornado activados contra ellos. Después de que los androides son derrotados y llega Tornado Rojo, se revela que esto fue orquestado por un inteligente y revivido Solomon Grundy.
Grundy admite haber planeado el plan para colocar a Tornado Rojo en un caparazón humano destinado a paralizarlo y robarle lentamente su salud y aerocinesis, aunque un percance le permitió a Tornado mantener sus poderes en su forma debilitada. Grundy tiene un cuerpo de androide Tornado Rojo infundido con objetos superpoderosos y uno de los chips Amazo de Ivo, creando un caparazón invencible para albergar su alma para que nunca más pueda morir. Los héroes y otros persiguen al androide Red Tornado-Amazo, quien (pensando en sí mismo como John Smith) fue a ver a su familia. Cuando se van, Grundy mantiene separado al ahora débil Tornado Rojo humano en un intento de matarlo. Tornado, que ya no es rival para la fuerza sobrehumana de Grundy, es golpeado y mutilado. Sin embargo, a pesar de sus heridas, invoca vientos que rompen a Grundy como un árbol.
La forma de Amazo se ve ralentizada por la tecnología apokoliptiana que Big Barda le dio a Kathy Sutton (después de tragedias recientes, la JLA había armado a sus seres queridos), y los héroes lo neutralizan. Al morir, le pide a su esposa que reconstruya el androide Tornado Rojo y le permita regresar. Zatanna levanta el hechizo que atrapa su alma, lo que permite que Tornado Rojo vuelva a habitar su caparazón androide en su "muerte". Aunque puede conservar las mejoras de Ivo, Tornado Rojo se despoja de todo aumento y se une a la Liga de la Justicia de América con sus poderes habituales. Desde que regresó a su cuerpo robótico, Tornado Rojo ha comenzado a comportarse de manera extraña, perdiendo el control de sus poderes y casi matando a Red Arrow. Se vuelve cada vez más frío y distante de sus amigos y familiares, actuando más como una máquina que como un ser sensible.
Después de la batalla del equipo con la Liga de la Injusticia, el cuerpo de Tornado Rojo está gravemente dañado y su conciencia se coloca en el sistema informático del Salón de la Justicia. Cuando sus sentimientos regresan lentamente, advierte que un salto a un nuevo cuerpo anfitrión podría dañar su alma; incluso si el nuevo caparazón de Magnus imita un cuerpo humano, sus habilidades computacionales son inferiores a su mente cibernética. Sin embargo, acepta el trato para tener una nueva oportunidad en la vida con su familia.
La Liga de la Justicia, llamando a Zatanna y John Henry Irons, inicia la transferencia. Amazo, todavía presente en el cuerpo anterior de Tornado Rojo como un programa inactivo, se apodera de los procesos de autorreparación, lucha contra Irons, roba el caparazón Magnus y lucha contra la liga. Zatanna desata la única fuerza que Amazo no puede imitar: el alma de Tornado Rojo en su forma primaria y elemental. Luego, Tornado Rojo se restaura en un cuerpo de repuesto, y Kathy acepta casarse con él. Después de ayudar a capturar al Profesor Ivo, Tornado Rojo se ausenta de la liga. En 2009, DC Comics anunció una miniserie de Tornado Rojo que relata su origen y revela una "familia androide" que puede entrar en conflicto con Tornado, su esposa y su hija adoptiva después de "Crisis final".

#### Blackest Night y Brightest Day
Después de la miniserie, Tornado Rojo es nuevamente destruido en una batalla con versiones de Black Lantern de los miembros fallecidos de JLA, Vibe y Steel. Cuando termina "Blackest Night", la JLA se reorganiza. El ex Titán Cyborg se encuentra entre los nuevos miembros de la Liga, y se propone reconstruir a Tornado Rojo y afirma ser capaz de hacerlo indestructible. Con su nuevo cuerpo en construcción, Cyborg deja atrás la cabeza cortada (pero sensible) de Tornado Rojo cuando el equipo abandona la JLA Watchtower para enfrentarse a un grupo de villanos en la isla Blackhawk. Mientras espera en el taller de Cyborg, Tornado Rojo ve la batalla de Flecha Verde con el Doctor Imposible y salva la vida del arquero cuando ataca a Imposible y sus cohortes con su cuerpo inacabado.
Cyborg se toma una licencia de la JLA para terminar el nuevo cuerpo de John. Con las reparaciones completadas (gracias a los nanos autoreplicantes), invita a Kathy a las instalaciones de S.T.A.R. Labs para reunirse con su esposo. Tornado Rojo ataca a Cyborg, rogándole a su amigo que lo mate antes de que lastime a alguien. Desconocido para Cyborg o Tornado Rojo, su locura es el resultado del poder de Starheart de Alan Scott, que puede dar a los metahumanos habilidades mágicas o elementales. Cyborg libera a Tornado Rojo con su matriz. Tornado Rojo acompaña a la JLA en su misión al Infierno, donde ayuda a Superman a derrotar a Minos.

### The New 52
En 2011, DC reinició su continuidad como parte de The New 52, y la nueva continuidad Prime Earth (Tierra-0) alude a Tornado Rojo. En la serie Tierra-2, ambientada en el mundo de ese título, se dice que el cuerpo de Tornado Rojo está en construcción en Tokio y es un Ginoide. En Tierra-2, Tornado Rojo parece similar a la versión previa al reinicio, excepto por ser un robot femenino habitado por la conciencia de la esposa de Superman, Lois Lane. El padre de Lois, Sam, transfiere la mente de su hija al cuerpo del robot, que debe lidiar con su existencia como robot y la reaparición de su ahora malvado ex-amante. Después de que Tornado Rojo quita a Superman del control de Darkseid, Superman y Lois se van a la granja de la familia Kent.
Tornado también se menciona en la Tierra 0. Durante la batalla entre la Liga de la Justicia y Atlantis, T.O. Morrow dice que su máquina meteorológica puede tomar el control del clima de los invasores atlantes, pero Silas Stone rechaza la idea porque la tecnología es de otra dimensión (Tierra-Dos) e inestable. Morrow dice más tarde, "Pero el Tornado podría...". Se ve un Tornado Rojo sin terminar en la Sala Roja mientras Cyborg está siendo reconstruido después de que Grid toma sus partes robóticas. Tornado Rojo se enfrenta a los Hombres de Metal.

### DC Rebirth
Tornado Rojo volvió a la continuidad principal en el evento de 2017 Dark Nights: Metal siendo cautivo de los Blackhawks.

## Poderes y habilidades
Tornado Rojo es un androide y su creador, T.O. Morrow, lo diseñó con fuerza, durabilidad y poderes de procesamiento de pensamientos muchos órdenes de magnitud mayores que un humano. En términos de fuerza física bruta, su cuerpo artificial ha sido representado moviendo objetos que pesan 20 toneladas en condiciones óptimas, y su cuerpo ha sobrevivido tanto a los extremos del espacio como a las presiones de las profundidades marinas. Además, posee la capacidad de auto-reparar cualquier daño que no sea catastrófico. Sus sentidos están computarizados de manera similar, lo que le permite escuchar y ver eventos que superan con creces la percepción humana; en un ejemplo extremo, usó su visión para observar a los compañeros de la Liga de la Justicia que intentaban rescatar a los astronautas del Challenger en órbita baja dentro de un transbordador espacial dañado desde el nivel del mar, aunque las imágenes estaban desenfocadas y en el límite de su rango. Tornado Rojo también monitorea con frecuencia las frecuencias de comunicación inalámbrica en busca de signos de angustia, aunque lo ha comparado con escuchar la charla de fondo en una multitud, permaneciendo indistinto hasta que alguien o algo llama su atención.
Como entidad gestáltica nacida de la fusión del Tirano Tornado con la programación de Morrow, posee atributos de inteligencia natural y artificial; es consciente de sí mismo y está creciendo intelectualmente, con sentimientos y emociones análogos a la conciencia humana. En comparación con los Hombres de Metal, otro grupo de héroes de I.A., Kathy Sutton señala que la profundidad emocional y la personalidad de Tornado Rojo eran mucho más sofisticadas que las de ellos, ya que poseía un sentido del humor y la capacidad de apreciar los juegos de palabras. En términos de profundidad emocional, Tornado Rojo ha sido capaz de formar y mantener una relación romántica con Kathy Sutton, así como una relación de padre adoptivo con Traya. T.O. Morrow notó, tanto con disgusto como con admiración, que el poder de procesamiento de Tornado Rojo era lo suficientemente fuerte como para desarrollar el libre albedrío y rechazar rápidamente su programación a favor de convertirse en un héroe; esta misma generación espontánea de un código ético rudimentario se convirtió en la base de la transformación de su 'hermana' ginoide, Mujer Mañana en un héroe también, que fue programado de manera similar por Morrow. Con la Liga de la Justicia, Red Tornado ha usado su poder de cómputo en ocasiones, aunque esto requiere desviar los recursos internos de la participación física e interactiva, dando la impresión de intensa 'concentración'; Si bien su poder de cómputo en bruto excede cualquier superordenador conocido disponible para la liga, la mayoría de sus recursos internos están dedicados a funciones físicas autónomas y su profundidad de personalidad. Tanto su estructura artificial como su combinación única de razonamiento complejo y empatía lo han hecho inmune al control mental telepático manifiesto; aun así, en ocasiones ha sido susceptible de codificación maliciosa que ha atacado su "subconsciente" computarizado y de ataques psicológicos estándar que apuntan a sus afectos y aspiraciones.
A diferencia de Flash o Superman, que pueden crear vientos de alta velocidad a través del movimiento físico (como correr o girar), Tornado Rojo es aerocinético, con la capacidad de generar de forma espontánea y regular un movimiento del viento superior al de una tormenta tropical de categoría 5 ("fuerza de huracán"), para vientos superiores a 136 nudos (157 mph; 252 km / h) durante un período sostenido. A velocidades más bajas, estos permiten el vuelo personal a través de la levitación "suave" de personas y objetos, mejoran su velocidad y crean tormentas. Dentro de su campo de control, estas ráfagas adquieren un tono carmesí claro, haciéndolas perceptibles a simple vista; este efecto es inherente a su habilidad característica y se convirtió en la base icónica de su nombre. Además, esta capacidad es una parte inmutable de su ser y está conectada de forma única con su "alma"; incluso cuando se transfirió a un clon no utilizado del villano, Multiplex, conservó sus habilidades aerquinéticas y las transfirió una vez más cuando volvió a un cuerpo de androide. Independientemente de su estado físico, nunca se ha identificado su rendimiento máximo; por ejemplo, cuando estaba bajo una presión extrema y gravemente herido en un cuerpo humano mortal, Tornado Rojo aún podía generar vientos de tornado F5 que superaban los 276 nudos (318 mph; 512 km / h), lo que era lo suficientemente poderoso como para romper a Solomon Grundy por la mitad. Como androide, Tornado Rojo puede generar y mantener sus vientos a esas velocidades indefinidamente, sin cansarse física o mentalmente por el esfuerzo.
Tornado Rojo ha experimentado varias mejoras importantes en su existencia, varias de las cuales mejoraron su forma física. Más recientemente, una mejora infundió su cuerpo con nanitos microscópicos, con la capacidad de alterar su apariencia y composición corporal a voluntad; el cambio previsto le permite imitar más de cerca la piel humana, la calidez y las sensaciones táctiles y volver al exterior y la apariencia más orientados al combate cuando lo desee.

## Enemigos
En sus cómics, Tornado Rojo tenía sus propios enemigos:
- Construct - Un villano compuesto por radio y otras ondas electromagnéticas.[35]
- Robot Killer - Un villano que odia a los androides.[84]
- Inferno Rojo - Un androide y la "hermana menor" de Tornado Rojo.[85]
- Volcán Rojo - Un androide y el "hermano" de Red Tornado que puede realizar geokinesis y termocinesis.[86]
- T.O. Morrow - Un científico loco y el creador de Tornado Rojo y sus contrapartes.[7]

## Otras versiones
- Existen tres versiones de Red Tornado en la serie limitada de cuatro números, Kingdom Come (1996): una Ma Hunkel mayor y con armadura, su nieta metahumana manipuladora del viento, Maxine, y un espíritu del Tornado Campeón llamado "Tornado". Los tres son miembros de la Liga de la Justicia de Superman.[87]
- La narrativa de la serie de televisión Smallville continuó en los cómics. En la serie Tess Mercer (una adaptación de Lena Luthor) se convierte en Tornado Rojo después de su muerte, descargando su conciencia en un cuerpo de androide.
- En la línea de tiempo alternativa de "Flashpoint", los Tornados Rojos son androides creados por el Doctor Morrow.
- Tornado Rojo aparece en Injustice: Dioses entre nosotros como parte de la visión de Superman de cómo podría haber sido su vida. Tornado Rojo se encuentra entre los héroes reunidos ante el Congreso para escuchar el discurso de la hija de Superman.
- En la línea de tiempo "DCeased", Tornado Rojo es uno de los superhéroes que han sobrevivido a la Ecuación Anti-Vida y hace un cameo en el número 5. Está presente en la Fortaleza de la Soledad cuando Detective Marciano ataca a los otros superhéroes sobrevivientes.

## En otros medios

### Televisión

#### Acción en vivo
- Tornado Rojo ha aparecido en el episodio de Supergirl, "Red Faced" (2015),[88] interpretado por Iddo Goldberg.[89] Esta versión es un androide de combate diseñado por T. O. Morrow (también interpretado por Goldberg) y el Ejército de los Estados Unidos. Cuando Supergirl supera al androide en entrenamiento, Tornado Rojo se escapa del campamento militar en National City causando estragos, pero fue prevenido por Supergirl. Kara y sus amigos descubren que el androide está controlado por Morrow, que fue despedido por el general Sam Lane y quería vengarse de él. Después de la muerte de Morrow, Tornado Rojo adquirió conciencia de sí mismo, pero fue destruido por Supergirl, desafortunadamente agotando toda su fuerza de energía solar para derrotarlo.
  - El Tornado Rojo de Tierra-X aparece en los tres episodios (un episodio de The Flash) y cuatro (un episodio de Legends of Tomorrow) del evento de cuatro partes del evento Arrowverso "Crisis on Earth-X " (2017).[90] Es desplegado por la resistencia local liderada por el General Winn Schott para destruir el portal a la Tierra-1 con la esperanza de atrapar a los gobernantes del Reich en esa Tierra. Para salvar el portal, Flash y Ray se ven obligados a destruir el Tornado Rojo y lo golpean con ataques simultáneos después de una breve persecución a alta velocidad.

#### Animación
- El personaje ha hecho varias apariciones menores en la serie animada Justice League Unlimited (2004-2006), expresado por un no acreditado Powers Boothe. En el episodio titulado Iniciación, Tornado Rojo fue uno de los muchos héroes que se unió a la Liga de la Justicia cuando esta aumentó su lista de miembros. En el episodio Este Cerdito, Tornado Rojo participó en la búsqueda de la Mujer Maravilla cuando Circe la transformó en un cerdo. En El Regreso, Tornado Rojo sirvió como la segunda línea de defensa contra la búsqueda de Amazo por Lex Luthor, junto con Supergirl, Rocket Red y Fuego. Durante el enfrentamiento con Amazo, Tornado Rojo fue destruido; sin embargo, en Corazón Oscuro, él estaba de vuelta al servicio en el momento del incidente del Corazón Oscuro. Ya sea que haya sido un nuevo androide o si el original haya sido de alguna forma reconstituido se desconoce. En El Gran Robo de Cerebro, Tornado Rojo era uno de los pocos héroes presentes en la Atalaya cuando Lex Luthor tomó el control del cuerpo de Flash y se enfrentó a él varias veces durante el incidente.

- Tornado Rojo aparece en tres episodios de Batman: The Brave and the Bold (2008-2011), expresado por Corey Burton. ¡En "Invasion of the Secret Santas!", Tornado Rojo intenta entender el espíritu de la Navidad mientras ayuda a Batman a detener la ola de crímenes navideños de Fun Haus. Tornado Rojo destruye el robot gigante de Fun Haus y derrota al villano, pero su cuerpo es destruido por una sobrecarga. Sin embargo, poco antes de explotar, experimenta la "sensación de hormigueo" que cree que es el espíritu navideño. Sus restos son recogidos por científicos de materiales peligrosos y traídos para ser reconstruidos en S.T.A.R. Labs. Tornado Rojo Red Tornado aparece en "Game Over for Owlman!". Cuando Owlman enmarca a Batman, Tornado Rojo se encuentra entre los cazadores de Batman que se encuentran atrapados en una trampa tendida por Owlman. Owlman trata de matarlo haciéndole tirar en pedazos por un campo magnético, pero es salvado por un Batman parecido a un Zorro y ayuda a derrotar a Clock King. En ¡"Hail to the Tornado Tyrant!" se siente solo y se construye un hijo, Campeón Tornado. Batman y Tornado Rojo luchan contra el Tirano; El Tornado Rojo, tratando de razonar con su hijo, está dañado y debe destruirlo. La contraparte de Sindicato del Crimen de Tornado Rojo aparece en el episodio "Deep Cover for Batman" y se llama Silver Cyclone.

- Tornado Rojo aparece múltiples veces como un personaje recurrente en Young Justice, expresado por Jeff Bennett. En la serie, él actúa como un mentor para el equipo de jóvenes héroes, teniendo residencia con ellos en su base en un intento de aprender a ser más humano (una meta a la cual no podía llegar al pasar tiempo con la propia Liga de la Justicia). Tornado tiene un papel prominente en varios episodios de la primera temporada. Él regresa en Young Justice: Outsiders, ya que está criando a su hija adoptada Traya Sutton.

- Tornado Rojo aparece en Justice League Action, con la voz de Jason J. Lewis. En el episodio "Inside Job", él y Átomo encuentran el enjambre de nanobots que Lex Luthor colocó en secreto en el cuerpo de Superman.

### Película
- Tornado Rojo tiene un papel de no hablar en Justice League: Crisis on Two Earths (2010). Cuando Superwoman se infiltra en la Watchtower, Tornado Rojo y otros héroes ayudan a derrotarlos en la batalla. Al final de la película, se convierte en miembro oficial de la Liga de la Justicia.
- Tornado Rojo tiene un breve cameo en Teen Titans Go! to the Movies, que aparece en el estreno de la película de Batman Again.

### Videojuegos
- Tornado Rojo es un personaje jugable en Batman: The Brave and the Bold (2010), con la voz de Corey Burton..[91]
- Tornado Rojo aparece en DC Universe Online.
- Tornado Rojo aparece en Young Justice: Legacy expresado por Jeff Bennett.
- Tornado Rojo aparece como un personaje jugable en Lego Batman 3: Beyond Gotham, con la voz de Liam O'Brien.
- Tornado Rojo aparece como un personaje jugable en Lego DC Super-Villains.

### Serie web
- Tornado Rojo aparece en DC Super Hero Girls, con la voz de Maurice LaMarche. Él aparece como maestro en Super Hero High.
- Tornado Rojo aparece en Freedom Fighters: The Ray, con la voz de Iddo Goldberg.[92]